# Albert Edward Macrae
Albert Edward Macrae, britanski general, * 3. avgust 1886, † 10. januar 1958.